# Tropisch regenwoudklimaat

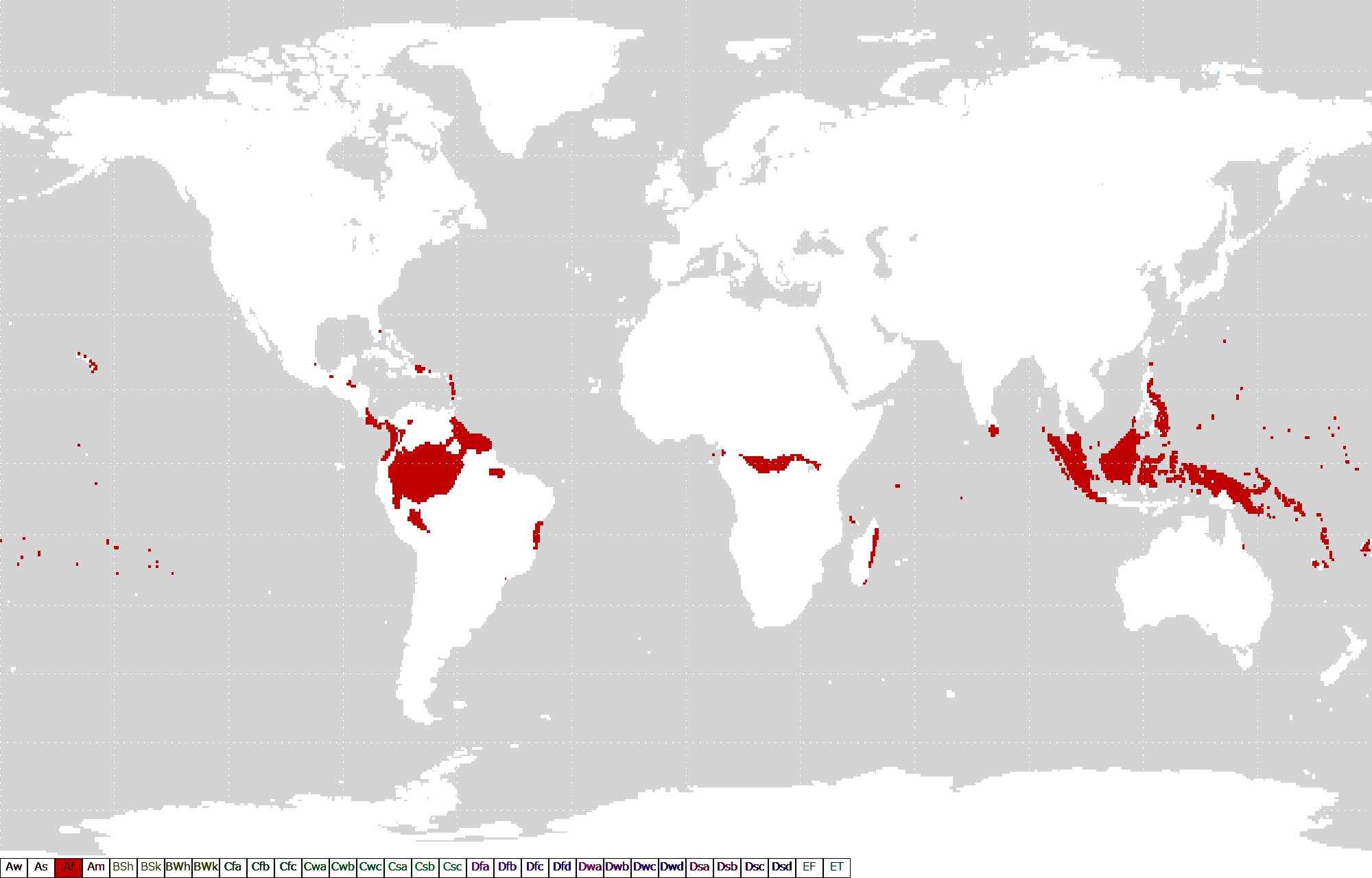
Schematische kaart van gebieden met een tropisch regenwoudklimaat (Af)

Het tropisch regenwoudklimaat is een klimaat dat voorkomt in de tropen en is nauw verbonden met het tropisch regenwoud.
Volgens de klimaatclassificatie van Köppen is het een Af-klimaat en is daarom een tropisch klimaat (A-klimaat). Het tropisch regenwoudklimaat wordt gekenmerkt doordat de droogste maand van het jaar een gemiddelde maandneerslag heeft van meer dan 60 mm en, zoals alle tropische klimaten, komt de gemiddelde temperatuur van elke maand niet onder de 18 °C uit.

## Kenmerken
Dit klimaat wordt beheerst door de lagedrukgebieden van de intertropische convergentiezone en kent mede daardoor geen natuurlijke seizoenen. Sommige plaatsen zijn het hele jaar door onafgebroken nat, maar de meeste plaatsen kennen wel een periode waarin het duidelijk natter is. Deze regentijd ontstaat onder andere onder invloed van de bewegingen van de tropische regenzone en komt meestal twee keer per jaar voor. De tijden daartussenin noemt men de droge tijd. Echter in een tropisch regenwoudklimaat is het nooit langdurig droog, dit in tegenstelling tot andere tropische klimaten.